# Макатов, Абдрахман Нургалиевич
Абдрахман Нургалиевич Макатов (каз. Әбдірахман Нұрғалиұлы Мақатов; 1906, аул № 3, Иргизский уезд, Тургайская область, Российская империя — 13 марта 1938) — советский казахстанский государственный деятель, председатель Карагандинского облисполкома (1937).

## Биография
По национальности казах. Получил неполное среднее образование.
С марта 1935 г. — секретарь Баян-Аульского, затем Жана-Аркинского районных комитетов ВКП(б), в мае-ноябре 1937 г. — председатель Карагандинского облисполкома, входил в состав «особой тройки» по Карагандинской области.
В ноябре 1937 г. был арестован.
Приговором выездной сессии военной коллегии Верховного суда СССР на закрытом судебном заседании в г. Алма-Ате был признан виновным в преступлениях как участник контрреволюционной, буржуазно-националистической, повстанческо-террористической и диверсионно-вредительской организации. Приговорен к высшей мере наказания - расстрелу. Приговор приведен в исполнение в г. Алма- Ате 13 марта 1938 г.
28 декабря 1957 г. определением военной коллегии Верховного суда СССР по заключению Главной военной прокуратуры решение от 13 марта 1938 г. было отменено и дело на него прекращено за отсутствием состава преступления.